# Taktaszada
Taktaszada község Borsod-Abaúj-Zemplén vármegyében, a Szerencsi járásban.

## Fekvése
Szerencstől dél-délnyugatra, a valamikori Takta folyó, ma már csak csatorna mentén található, a harangodi dombság keleti részén, a tokaji Kopasz-hegytől légvonalban 8,5 kilométerre.

### Megközelítése, közlekedése
Vasúton jól megközelíthető a Hatvan–Miskolc–Szerencs–Sátoraljaújhely-vasútvonalon, a vonatok többségéhez helyi buszjárati csatlakozás van, ami az utasokat beszállítja az itteni megállótól a 2,5 kilométerre fekvő faluközpontba.
Autóval a 37-es főútról a Köröm-Taktaharkány-Bekecs közt húzódó 3611-es útra kell letérni Taktaharkány irányába, majd mintegy 1,5 kilométer után tábla jelzi a község elérési irányát. Egy másik megközelítési lehetőség a Szerencs–Prügy közti 3622-es útról, a közelmúltban épült számozatlan bekötőúton lehetséges.
A község és Szerencs között menetrend szerinti autóbuszjárat közlekedik.

## Természeti környezete
A községhez tartozó termőföldek melyek a harangodi oldalon találhatóak nagyon jó minőségűek, a Taktán túliak inkább legelőnek alkalmasak, szárazabb években a gabona szépen terem itt is. Tartozott a községhez egy telepített nyárfaerdő (Kis Erdő) melyet mára a helybéliek teljesen kiirtottak, elhordták tüzelőnek.
A Takta folyó régi leválasztott (Ótakta) medréből kialakítottak egy halastavat, amit a hetvenes évek elejéig műveltek, sok halásznak adott munkát, mára teljesen elvadult, benőtte a teljes felületét a nád. A Takta folyó mint élővíz – a taktaszadai szakaszán az eredeti medrében folyik, ezért itt a legszélesebb, 80-100 méter – halban gazdag (ponty 1–5 kg-ig, compó, csuka, sügér).
A Takta töltése nagyon alkalmas kerékpározásra, déli irányban Taktaharkány, Tiszalúc, Tiszadob, északi irányban Szerencs, Mezőzombor, Prügy, Tarcal, Tokaj érhető el.

## Története
Az Árpád-kori oklevelek Zoda, Zuda és Zada néven említik. 1270-ben már szerepel s ez időbeli birtokosa a Zud nembeli Bikk fia Jakab fia, Nagy Simon. Ebből az időből származtatják a falu Takta-parti része alatt elterülő temetőt, e temetőnek a feltárása mindmáig azért nem történhetett meg mert a mai falu részben a temetőre épült. Taktaszada Zemplén vármegye része volt.
1300-ban a Rathold nembeli István fia Kokos mester is birtokosa, de a nagyobb rész Zoda János comesé. 1374-ben Zoday Miklós hűtlenségbe esvén, a Monakiak kapják. 1400-ban az Isépi családot iktatják némely részeibe.
1405-ben a Cselei és Dobai (ma Dobi)[forrás?] családoknak is van benne részük. 1450 körül a Kornisok is részbirtokosai. 1453-ban Pike Miklós és Eszenyi Miklós. 1467-ben, a mikor még praediumként szerepel, Rákóczy Györgyöt iktatják itteni birtokrészekbe.
1567-ben a pusztult helyek között említik s az 1598-as összeírás szerint a király s a Monakiak birtoka. A Rákóczy-féle mozgalmak alatt elpusztult s csak 1730 körül telepítették be ismét. A Monakiak része a gróf Andrássyaknak jutott, harmadrésze pedig a Udvari Kamaráé lett, azután Almásy György és Zábrádszky József voltak az urai. Majd gróf Andrássy Dénes, Kóczán Miklós, Potoczky Imre és Zábrádszky Ottóné bírták.
Van itt egy régi kúria, melyet Zábrádszky László építtetett, majd Kóczán Miklósé lett.
Hajdan Földvár nevű, sáncokkal körülvett vára is volt, a 15. század elején Takta-Földvár néven említett vár valószínűleg azonos ezzel (Dobi vár).[forrás?]
Ide tartoztak Rosszmalom, Bolhás-, Disznós- és Fehértó-puszták és Szeles-major, de itt ezen a tájékon kellett lenni Új-Őrnek is, mely Wyewr alakban a XV. században a szerencsi apátság birtokaként szerepelt.
A szadai jobbágyok közül sokan harcoltak Rákóczi zászlaja alatt, ezért a szabadságért való küzdelmek elfojtása után a császári csapatok megtorlása sem maradt el, így 1711 után a falu ismét teljesen elpusztult. Ám néhány év múlva a szadaiak követték őseik példáját és már 1717-re újabb falu született a többször is megsemmisült község helyén. A falu és határa ekkor a király és az Andrássy grófok birtoka volt, akik kedvezményekkel is igyekeztek letelepíteni a harcok idején pusztává lett község helyére érkezőket.
Taktaszadán két templom van, melyek közül a református 1714-ben, a római katolikus 1860-ban épült. Az 1831. évi kolerajárvány 41 áldozatot szedett a faluban. 1848-ban a szadaiak nagy lelkesedéssel fogadták a forradalom hírét és sokan beálltak innen katonának a forradalom honvédseregébe.
A bukás után ismét nehéz lett az élet a községben, ahol 1855-ben ismét megjelent a kolera, 37 áldozatot szedve, majd 1862-ben marhavész tört a falu szarvasmarha állományára. A fokozódó nélkülözés miatt megindult a kivándorlás Amerikába, mások a szomszédos birtokokon igyekeztek munkát találni zsellérként, cselédként, vagy napszámosként. Amint a falut elérte az épülő vasút, többen indultak a vármegye városaiba és a szomszédos Szerencs cukorgyárába dolgozni.
Az első világháború-ban számos szadai férfit soroztak be a hadseregbe és vittek ki a frontra. Sokuk soha többé nem tért vissza falujukba.
1919-ben a községben direktórium alakult és várták, hogy tényleg megvalósuljon az ígért földosztás. Ám e helyett hamarosan román megszállás alá került a község. Valamit segített később az itteni gazdálkodóknak a Nagyatádi-féle földreform, amelynek során sokan jutottak 1-2 holdas parcellákhoz. A falu zsellérei ekkor többnyire a cukorgyárhoz tartozó földeken dolgoztak. Az 1930-as évek elejének gazdasági válsága idején sok kisparaszt ment tönkre a faluban.
A második világháború idején a front több napig megtorpant a falu határában a Takta-híd felrobbantásának köszönhetően.
1945-ben a községben közel 1000 hold földet osztottak ki. 1947-ben helyreállították a felrobbantott Takta-hidat, és állami kezelésbe került a község addigi felekezeti iskolája.
1949-ben vezették be a villanyt. 1950-ben mozi kezdte meg működését a faluban. Az 50-es években a jó minőségű földeken gazdálkodó parasztok között még nem volt vonzó a tsz-szervezés gondolata, emiatt itt csak az 1960-as évek elején alakult meg a tsz. A jó közlekedési helyzetű községből később a fiatalok mind nagyobb hányada ingázott Szerencs és Miskolc ipari munkahelyeire, miközben az agrár szektorban munkát vállalók átlag életkora mind magasabb lett, a falu mezőgazdasági népessége az 1980-as évekre fokozatosan elöregedett.
1969-ben elkészült a község új általános iskolája, ennek ellenére még az állami kezelésbe vett felekezeti iskolákba is jártak a gyerekek, felváltva heti turnusokban látogatták a három iskolát.
Község népessége 1960 és 1980 között mérsékelten fogyott, azt követően stabilizálódott. Az 1990-es évek elején a falu lakossága figyelemre méltó mértékben megfiatalodott, jelenleg a falunak több mint 2000 lakosa van.
A munkanélküliség sajnos magasabb az országos átlagnál, az önkormányzat különböző közmunka-programokkal igyekszik ezen enyhíteni, sok beruházást valósítottak meg Uniós forrásokból, ezeken a beruházásokon a helybéliek dolgoztak. Így valósult meg az új községháza, a művelődési ház, az új főtér, és még számos építmény. Az árvíz az utóbbi időben sok gondot okoz, de a helybéliek helytállása még mindig megóvta a falut a komolyabb károktól, vízbetöréstől.

## Közélete

### Polgármesterei
- 1990–1994: Örkényi Imre (független)[3]
- 1994–1998: Örkényi Imre (független)[4]
- 1998–2002: Vajtó János (független)[5]
- 2002–2006: Vajtó János (független)[6]
- 2006–2010: Vajtó János (független)[7]
- 2010–2014: Filep András (független)[8]
- 2014–2019: Filep András (független)[9]
- 2019–2022: Filep András (Fidesz-KDNP)[10]
- 2022–2024: Pásztor Jánosné (független)[11]
- 2024– : Pásztor Jánosné (független)[1]

A településen 2022. július 17-én időközi polgármester-választást (és képviselő-testületi választást) kellett tartani, mert a korábbi képviselő-testület 2021. július 8-án feloszlatta magát. A választáson a korábbi polgármester is elindult, de alulmaradt egyetlen kihívójával szemben.

## Népesség
A település népességének változása:
| Lakosok száma | 1949 | 1952 | 1939 | 1810 | 1772 | 1783 | 1755 |
|               | 2013 | 2014 | 2015 | 2021 | 2022 | 2023 | 2024 |

2001-ben a település lakosságának 82%-a magyar, 18%-a cigány nemzetiségűnek vallotta magát.
A 2011-es népszámlálás során a lakosok 93,4%-a magyarnak, 28,9% cigánynak mondta magát (6,6% nem nyilatkozott; a kettős identitások miatt a végösszeg nagyobb lehet 100%-nál). A vallási megoszlás a következő volt: római katolikus 50,1%, református 27,1%, görögkatolikus 2,3%, felekezeten kívüli 3,4% (15,7% nem válaszolt).
2022-ben a lakosság 88,9%-a vallotta magát magyarnak, 20,4% cigánynak, 0,2% németnek, 0,1-0,1% szlovénnek, szerbnek és örménynek, 0,6% egyéb, nem hazai nemzetiségűnek (11,1% nem nyilatkozott; a kettős identitások miatt a végösszeg nagyobb lehet 100%-nál). Vallásuk szerint 44% volt római katolikus, 17,4% református, 1,1% görög katolikus, 1,9% egyéb keresztény, 6,5% felekezeten kívüli (28,7% nem válaszolt).

## Nevezetességek
- Református templom: 1714-ben épült.
- Római katolikus templom: 1860-ban készült el.
- Tájház
- Földvár: Taktaföldvár „nyomai” ma a Takta túlpartján a gátőrház mögötti részen vehetők ki. Az elnevezéssel a probléma az, hogy egyesek szerint Szerencs egyik régi neve a Taktafőldvár.

Mások szerint pedig a körvonalaiban kivehető régi erődítmény maradványról van szó.
Ezért is „versengés” folyt vannak akik  Szerencshez kötik, mások Taktaszadához, míg megint mások Bekecshez sorolják. Az igazság, hogy földrajzilag Szadához van a legközelebb.
Érdekességképen még annyit, hogy a középkori oklevelek emlegetnek egy Tarcha (Tarcsa) nevű falut a Takta jobb partján Szada és Harkány között. Ennek a településnek a nyomait valahol az Ótakta (halastó), valamikori folyásirányának megfelelő jobb oldalán félúton lehetséges fellelni.